# Hermann-Hinrich Reemtsma
Hermann-Hinrich Reemtsma (* 30. April 1935 in Altona; † 29. September 2020 in Hamburg) war ein deutscher Unternehmer und Mäzen.

## Leben

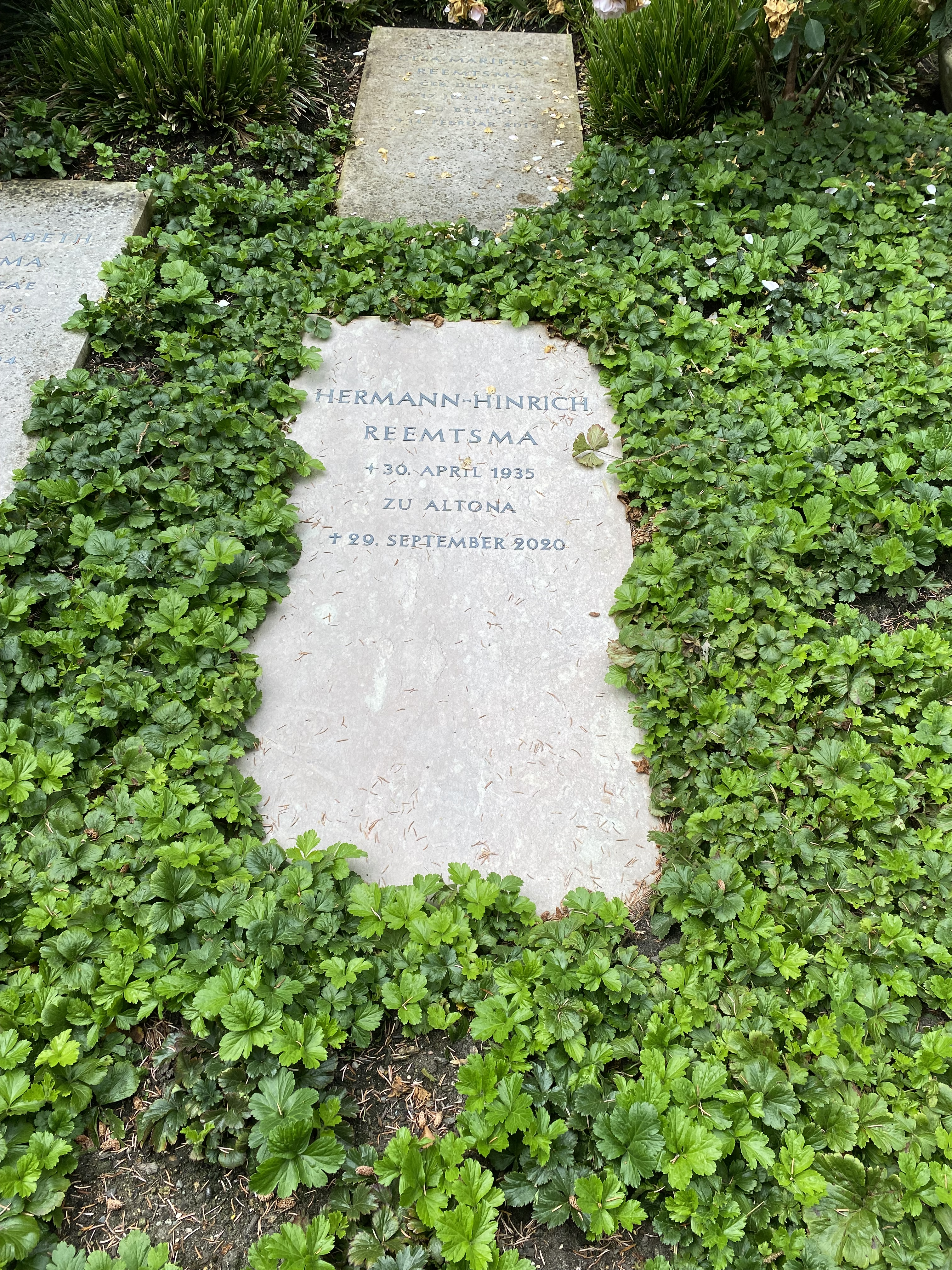
Grabplatte in der Familiengrabstätte

Hermann-Hinrich Reemtsma war ein Sohn des  Unternehmers Hermann Fürchtegott Reemtsma und Vetter von Jan Philipp Reemtsma. Er wuchs in Altona und auf dem familieneigenen Hof bei Salzhausen auf. Nach dem Abitur und einer kaufmännischen Lehre arbeitete er einige Jahre in der operativen Führung des Zigaretten-Unternehmens der Familie Reemtsma, bis er die Rolle als Gesellschafter und Aufsichtsratsmitglied einnahm. Seit Mitte der 1960er Jahre war er als Landwirt in der Lüneburger Heide und in Ostengland tätig. Ab 1996 saß er als letztes Familienmitglied im Aufsichtsrat des Reemtsma-Konzerns, aus dem er 2002 ausschied.
Er verfügte 2005 über ein Vermögen von rund 800 Mio. Euro und gehörte damit zu den 36 reichsten Hamburgern. 2011 gehörte er mit einem Vermögen von 500 Mio. Euro zu den 500 reichsten Deutschen.
Hermann-Hinrich Reemtsma galt als „öffentlichkeitsscheu“. Politisch stand er der CDU nahe.
Reemtsma starb im Alter von 85 Jahren und wurde in der Familiengrabstätte auf dem Nienstedtener Friedhof beigesetzt.

## Wirken
Im Gedenken an seinen Vater Hermann Fürchtegott Reemtsma gründete Hermann-Hinrich Reemtsma 1988 die Hermann Reemtsma Stiftung, die Projekte von Institutionen und Initiativen auf den Gebieten Wissenschaft, Kultur und Soziales in Norddeutschland fördert. Zum Beispiel stiftete sie für den Bau der Elbphilharmonie in Hamburg 2005 zehn Millionen Euro. Für das Belvedere auf dem Pfingstberg in Potsdam finanzierte sie die Restaurierung der Pegasusgruppe und des Pomonatempels. Die Reemtsma-Stiftung zählt zu den Mäzenen der Restaurierung und Erforschung des Jüdischen Friedhofs Altona, eines Kandidaten für das UNESCO-Weltkulturerbe. Mit der Hermann Reemtsma Stiftung unterstützte Hermann-Hinrich Reemtsma unter anderem auch die Restaurierung der Stellwagen-Orgel in Stralsund, den Aufbau des Dreikönigshospizes in Neubrandenburg und zuletzt die Neuausrichtung des Warburg Institute in London. Er engagierte sich für die Erweiterung des Israelitischen Krankenhauses Hamburg, die Herrichtung der ehemaligen Talmud-Tora-Schule und die Sanierung der Synagoge Hohe Weide. Seit 1978 war er größter Mittelgeber und Kuratoriumsmitglied der Stiftung Hamburger Kunstsammlungen.
Im Gegensatz zu anderen Erben des Reemtsma-Konzerns verweigerte er eine direkte Zahlung von Entschädigungen an ehemalige Zwangsarbeiter, die das Unternehmen im Zweiten Weltkrieg beschäftigt hatte, weil das heutige Unternehmen, die Reemtsma Cigarettenfabriken GmbH, bereits Zahlungen an die Stiftung „Erinnerung, Verantwortung und Zukunft“ geleistet habe. Diese Stiftung öffentlichen Rechts war eigens zur Entschädigung von Zwangsarbeitern gegründet worden. Mit seiner privaten Stiftung unterstützt er gemeinnützige Initiativen, die ehemalige Zwangsarbeiter betreuen und versorgen.

## Ehrungen und Auszeichnungen
2004 erhielt Hermann-Hinrich Reemtsma die Salomon-Heine-Plakette, die für „vorbildliches Handeln zum Wohle Hamburgs“ verliehen wird.
2007 wurde er mit dem Deutschen Preis für Denkmalschutz in Form des Karl-Friedrich-Schinkel-Rings für „seinen Einsatz zum Erhalt bedeutender Kulturdenkmale vor allem in Norddeutschland“.
Im selben Jahr erhielt er als einer der ersten beiden Preisträger – der andere war Paul Spiegel – die Herbert-Weichmann-Medaille für seine finanzielle Unterstützung beim Aufbau des neuen Zentrums der Jüdischen Gemeinde Hamburg, das sich im Gebäude der alten Talmud Tora Schule befindet. In der Laudatio sagte Andreas Wankum, der damalige Vorsitzende der Jüdischen Gemeinde, Reemtsma spende im Sinne der Sache, und nicht im eigenen Interesse. Das mache ihn zu einem besonderen Mäzen.
Hermann-Hinrich Reemtsma war Ehrenmitglied des Kuratoriums der Stiftung für die Hamburger Kunstsammlungen (SHK).
Wegen seines Engagements für die Restaurierung der Stellwagen-Orgel in der St.-Marien-Kirche in Stralsund beschloss die Stralsunder Bürgerschaft am 23. August 2012, Hermann-Hinrich Reemtsma die Ehrenbürgerwürde der Stadt zu verleihen.
2016 wurde Hermann-Hinrich Reemtsma für sein „vielseitiges Engagement, das der Kunst und Kultur sowie dem Gemeinwohl gleichermaßen verpflichtet ist“ mit der Maecenas-Ehrung des Arbeitskreises selbständiger Kultur-Institute ausgezeichnet.